# Opere di Battistello Caracciolo
Segue un elenco esaustivo ma comunque incompleto (causa il cospicuo numero di opere eseguite dal pittore, alcune delle quali in collezioni private o ancora nel mercato d'arte, nonché le svariate copie e repliche di medesimi soggetti che lo stesso ha eseguito nel corso della sua vita) delle opere (sia dipinti che affreschi) del pittore Battistello Caracciolo (1578-1635).

## Dipinti
| Immagine | Titolo | Tecnica                               | Dimensioni       | Anno                      | Collocazione | Città e nazione |
| -------- | --- | ------------------------------------- | ---------------- | ------------------------- | --- | --------------- |
|          | Madonna del Visitapoveri                                                                                     | olio su tavola                        | 320 × 270 cm     | 1602-1603                 | già chiesa del Corpus Domini (trafugato nel 1992)                                                                          | Maddaloni       |
|          | Cristo schernito                                                                                             | olio su tela                          | 54 × 122 cm      | 1601-1603                 | Collezione privata | Napoli          |
|          | Ecce Homo | olio su tela                          | 89,5 × 114 cm    | ante 1607                 | Collezione privata | Napoli          |
|          | Ecce Homo | olio su tela                          | 87 × 63 cm       | ante 1607                 | Collezione privata | Napoli          |
|          | Ecce Homo | olio su tela                          | 104,3 × 77,2 cm  | ante 1615                 | Collezione privata | Firenze         |
|          | San Giuseppe e il Bambin Gesù                                                                                | olio su tela                          | 74,5 × 62,8 cm   | 1607 ca.                  | Musée Cantonal des Beaux-Arts                                                                                              | Losanna         |
|          | Immacolata Concezione con san Domenico e san Francesco di Paola                                              | olio su tela                          | 334 × 209 cm     | doc.to tra il 1607-1608   | Chiesa di Santa Maria della Stella                                                                                         | Napoli          |
|          | Madonna col Bambino                                                                                          | olio su tela                          | 93 × 78 cm       | 1606-1610 ca.             | Museo nazionale di San Martino                                                                                             | Napoli          |
|          | Ecce Homo | olio su tela                          | 76 × 103 cm      | 1610 o 1620-30            | Museo di Capodimonte | Napoli          |
|          | Due putti vendemmianti                                                                                       | olio du tavola                        | 57 × 67,5 cm     | 1610 ca.                  | Collezione privata | Londra          |
|          | San Giovanni Battista giovinetto                                                                             | olio su tela                          | 60 × 45 cm       | ante 1610                 | Museo civico Gaetano Filangieri                                                                                            | Napoli          |
|          | Crocifissione di Cristo                                                                                      | olio su tela                          | 151 × 103,5 cm   | 1610 ca.                  | Museo di Capodimonte | Napoli          |
|          | Sacra famiglia                                                                                               | olio su tela                          | 139 × 110 cm     | 1610-1615 ca.             | Collezione della banca Carime                                                                                              | Cosenza         |
|          | Battesimo di Cristo                                                                                          | olio su tela                          | 116 × 145 cm     | 1610-1615 ca.             | Quadreria dei Girolamini                                                                                                   | Napoli          |
|          | San Giovanni Battista                                                                                        | olio su tela                          | 150 × 118 cm     | 1610-1615 ca.             | già chiesa di Santa Maria della Scorziata (trafugato nel 1994, ma ritrovato in provincia di Bologna negli anni successivi) | Napoli          |
|          | David con la testa di Golia                                                                                  | olia su tela                          | 202 × 112 cm     | doc.to al 1612            | Galleria Borghese | Roma            |
|          | Ecce Homo | olio su tela                          | 105 × 153 cm     | ?                         | Santuario di San Francesco                                                                                                 | Paola           |
|          | Ecce Homo | olio su tela                          | 78 × 104 cm      | ante 1614                 | Museo dell'Ermitage | San Pietroburgo |
|          | Qui vult venire post me                                                                                      | olio su tela                          | 183,3 × 132,8 cm | doc.to al 1614            | Palazzo dell'Università | Torino          |
|          | Madonna col Bambino                                                                                          | olio su tela                          | 150 × 220 cm     | 1610-1615                 | Museo delle Arti | Catanzaro       |
|          | San Sebastiano trafitto dalle frecce                                                                         | olio su tela                          | 204 × 115 cm     | 1614 ca.                  | Fogg Art Museum | Cambridge       |
|          | Salomé con la testa di Battista                                                                              | olio su tela                          | 140 × 117 cm     | 1615 ca.                  | Collezione privata | Milano          |
|          | Salomé con la testa di Battista                                                                              | olio su tela                          | 108 × 130 cm     | 1615 ca.                  | Collezione privata | Lecce           |
|          | Salomé con la testa di Battista                                                                              | olio su tela                          | 113 × 136 cm     | 1615 ca.                  | Pinacoteca provinciale | Salerno         |
|          | Salomé con la testa di Battista                                                                              | olio su tela                          | 129 × 167 cm     | 1615 ca.                  | Museo di Belle Arti | Siviglia        |
|          | Giuditta con la testa di Oloferne                                                                            | olio su tela                          | 121 × 147 cm     | 1615 ca.                  | Collezione privata | Firenze         |
|          | Liberazione di san Pietro                                                                                    | olio su tela                          | 310 × 207 cm     | doc.to al 1615            | Pio Monte della Misericordia                                                                                               | Napoli          |
|          | Cristo portacroce                                                                                            | olio su tela                          | 74 × 61,5 cm     | 1615-1616                 | Quadreria dei Girolamini                                                                                                   | Napoli          |
|          | Cristo confortato dall'angelo                                                                                | olio su tela                          | 148 × 124 cm     | 1615-1617                 | Kunsthistorisches Museum                                                                                                   | Vienna          |
|          | Cristo nell'orto confortato dall'angelo                                                                      | olio su tela                          | 185 × 125 cm     | 1615 ca.                  | Museo diocesano | Cremona         |
|          | San Giovanni Battista giovinetto                                                                             | olio su tela                          | 95,8 × 127,3 cm  | 1615 ca.                  | University of California                                                                                                   | Berkeley        |
|          | San Giovannino disteso con agnello                                                                           | ?                                     | ?                | 1615 ca.                  | Ubicazione ignota | ?               |
|          | San Giovanni Battista giovinetto                                                                             | olio su tela                          | 75 × 52 cm       | 1615-1620 ca.             | Musée National du Chateau                                                                                                  | Versailles      |
|          | Sacrifico di Isacco                                                                                          | olio su tela                          | 176 × 126 cm     | 1615-1620 ca.             | Museo Puškin | Mosca           |
|          | San Gennaro decollato                                                                                        | olio su tela                          | 116,5 × 98 cm    | 1615 ca.                  | Galleria nazionale d'arte antica di Palazzo Barberini (in deposito dalla chiesa di Sant'Antonio di Palestrina)             | Roma            |
|          | Amore dormiente                                                                                              | olio su tela                          | 72,5 × 96,5 cm   | 1615 ca.                  | Palazzo Abatellis | Palermo         |
|          | Trinità terrestre                                                                                            | olio su tela                          | 340 × 230 cm     | doc.to al 1617            | Chiesa della Pietà dei Turchini                                                                                            | Napoli          |
|          | Testa di san Gennaro nel bacile                                                                              | olio su tela                          | 59 × 72 cm       | post 1617                 | Collezione privata | Napoli          |
|          | San Gennaro                                                                                                  | olio su tela                          | ?                | 1618-1620                 | Collezione privata | Pescara         |
|          | Madonna di Ognissanti                                                                                        | olio su tela                          | 415 × 300 cm     | 1618-1619                 | Duomo | Stilo           |
|          | Salomé con la testa del Battista                                                                             | olio su tela                          | 132 × 156 cm     | 1615-1620                 | Galleria degli Uffizi | Firenze         |
|          | Giuseppe e la moglie di Putifarre                                                                            | olio su tela                          | 118,5 × 151,5 cm | ?                         | Fondazione Rau | Zurigo          |
|          | Riposo nella fuga in Egitto                                                                                  | olio su tela                          | 205 × 186 cm     | doc.to al 1618            | Galleria di Palazzo Pitti                                                                                                  | Firenze         |
|          | San Giovanni Battista                                                                                        | olio su tela                          | 152,5 × 125 cm   | 1618?                     | Collezione privata | Londra          |
|          | Noli me tangere                                                                                              | olio su tela                          | 109 × 130,5 cm   | 1618-1625                 | Museo civico | Prato           |
|          | Madonna delle anime purganti con i santi Girolamo e Onofrio                                                  | olio su tela                          | ?                | 1620 ca.                  | Collezione privata | ?               |
|          | Madonna delle anime purganti con i santi Girolamo e Onofrio                                                  | olio su tela                          | 104 × 78 cm      | 1620 ca.                  | Collezione privata | ?               |
|          | Visione di san Girolamo                                                                                      | olio su tela                          | ?                | 1620 ca.                  | Ubicazione ignota | ?               |
|          | Santi Cosma e Damiano                                                                                        | olio su tela                          | 94 × 127 cm      | 1622 ca.                  | Collezione privata | Padova          |
|          | Ritratto di gentiluomo in armatura                                                                           | olio su tela                          | 46 × 35 cm       | 1620 ca.                  | Collezione privata | Milano          |
|          | Ritratto funebre di gentiluomo                                                                               | olio su pergamena incollata su tavola | 42 × 32 cm       | 1620 ca.                  | Collezione privata | ?               |
|          | Testa decollata di san Gennaro                                                                               | olio su tela                          | 61 × 74 cm       | 1620 ca.                  | Pinacoteca di Brera | Milano          |
|          | Amorino dormiente                                                                                            | olio su tela                          | 100 × 120 cm     | 1620 ca.                  | Collezione privata | Napoli          |
|          | San Giuda Taddeo                                                                                             | olio su tela                          | 47 × 32 cm       | 1620 ca.                  | Collezione privata | ?               |
|          | Amore dormiente                                                                                              | olio su tela                          | 92,1 × 126,4 cm  | 1620 ca.                  | Collezioni Reali | Hampton Court   |
|          | Santi Cosma e Damiano                                                                                        | olio su tela                          | 97,7 × 127 cm    | 1622 ca.                  | Gemäldegalerie | Berlino         |
|          | Santi Cosma e Damiano                                                                                        | olio su tela                          | 96 × 121 cm      | 1622 ca.                  | Museo del Prado | Madrid          |
|          | Sant'Onofrio                                                                                                 | olio su tela                          | 180,5 × 116,6 cm | 1623 ca.                  | Galleria nazionale d'arte antica di Palazzo Barberini                                                                      | Roma            |
|          | Salomé con la testa del Battista                                                                             | olio su tela                          | 125 × 153 cm     | 1625 ca.                  | Collezione privata | Napoli          |
|          | Martirio di San Bartolomeo                                                                                   | olia su tela                          | ?                | 1620-1625                 | Quadreria dei Girolamini                                                                                                   | Napoli          |
|          | Fuga in Egitto                                                                                               | olio su tela                          | 111 × 151 cm     | 1625 ca.                  | Museo di Capodimonte | Napoli          |
|          | Miracolo di sant'Antonio da Padova                                                                           | olio su tela                          | 44,5 × 33 cm     | 1626 ca.                  | Collezione privata | Napoli          |
|          | Miracolo di sant'Antonio da Padova                                                                           | olio su tela                          | 290 × 218 cm     | 1622 ca.                  | Museo di Capodimonte (in deposito dalla Chiesa di San Giorgio dei Genovesi)                                                | Napoli          |
|          | Santa Caterina da Siena                                                                                      | olio su tela                          | 150 × 110 cm     | 1622 ca.                  | Collezione privata | Firenze         |
|          | Cristo e la samaritana al pozzo                                                                              | olio su tela                          | 200 × 165 cm     | 1620 ca.                  | Pinacoteca di Brera | Milano          |
|          | Andata al Calvario                                                                                           | olio su tela                          | 137 × 188 cm     | 1620-1622                 | Museo di Capodimonte | Napoli          |
|          | Trasporto di Cristo al sepolcro                                                                              | olio su tela                          | 11,9 × 16,3 cm   | 1625 ca.?                 | Collezione privata | Napoli          |
|          | Trasporto di Cristo al sepolcro                                                                              | olio su tela                          | 128 × 164 cm     | 1625 ca.?                 | Fondazione Longhi | Firenze         |
|          | Compianto sul Cristo morto con le pie donne e san Giovanni Evangelista                                       | olio su tela                          | 125 × 153 cm     | 1620 ca.                  | Chiesa di San Michele Arcangelo                                                                                            | Campobasso      |
|          | Tobiolo e l'angelo                                                                                           | olio su tela                          | 205 × 103 cm     | 1622 ca.                  | Collezione privata | Londra          |
|          | Maddalena a figura intera con vaso di unguenti                                                               | olio su tela                          | 97 × 158 cm      | 1622 ca.                  | Collezione privata | Napoli          |
|          | Lavanda dei piedi                                                                                            | olio su tela                          | 400 × 400 cm     | 1622                      | Certosa di San Martino, Coro                                                                                               | Napoli          |
|          | (aggiunta) San Michele Arcangelo che atterra gli angeli ribelli                                              | olio su tavola                        | 50 cm circa      | ?                         | Chiesa di Santa Maria la Nova, cappella Severino                                                                           | Napoli          |
|          | Compianto sul corpo di Abele                                                                                 | olio su tela                          | 144 × 178 cm     | 1625 ca.                  | Galerie Sarti | Parigi          |
|          | Compianto sul corpo di Abele                                                                                 | olio su tela                          | 181 × 211 cm     | 1625 ca.                  | Museo di Capodimonte | Napoli          |
|          | Sant'Andrea ai piedi della croce                                                                             | olio su tela                          | ?                | 1625 ca.                  | Collezione privata | Roma            |
|          | Lot e le figlie                                                                                              | olio su tela                          | 130 × 150 cm     | 1625 ca.                  | Columbia University | New York        |
|          | Lot e le figlie                                                                                              | olio su tela                          | 125 × 184 cm     | 1625 ca.                  | Galleria nazionale delle Marche                                                                                            | Urbino          |
|          | San Giuseppe e il Bambin Gesù                                                                                | olio su tela                          | 72 × 97,5 cm     | 1625 ca.                  | Collezione privata | Venezia         |
|          | Sacra famiglia                                                                                               | olio su tela                          | 78,3 × 105,8 cm  | 1625 ca.                  | Collezione privata | Venezia         |
|          | Bambin Gesù                                                                                                  | olio su tela                          | 105 × 76 cm      | 1625 ca.                  | Collezione privata | Napoli          |
|          | Bambina con ciliegie e rose                                                                                  | olio su tela ovale                    | 34 × 25 cm       | 1623-1625                 | Galleria nazionale d'arte antica di Palazzo Barberini                                                                      | Roma            |
|          | Trinitas terrestris                                                                                          | olio su tela                          | 300 × 200 cm     | 1625 a.                   | Chiesa del Gesù, cappella di San Giuseppe                                                                                  | La Valletta     |
|          | Adorazione dei magi                                                                                          | olio su tela                          | 252 × 170 cm     | doc.to al 1626            | Certosa di San Martino, sala del Capitolo                                                                                  | Napoli          |
|          | San Giovanni Battista con l'agnello                                                                          | olio su tela                          | 197 × 75 cm      | doc.to al 1626            | Certosa di San Martino, sala del Capitolo                                                                                  | Napoli          |
|          | San Martino                                                                                                  | olio su tela                          | 197 × 75 cm      | doc.to al 1626            | Certosa di San Martino, sala del Capitolo                                                                                  | Napoli          |
|          | Adorazione dei pastori                                                                                       | olio su tela                          | 64.5 × 52.5 cm   | 1626 ca.                  | Collezione privata | ?               |
|          | San Giovanni Battista                                                                                        | olio su tela                          | 135 × 103 cm     | 1626 ca.                  | Collezione privata | Roma            |
|          | San Girolamo                                                                                                 | olio su tela                          | 88,5 × 108 cm    | ?                         | Collezione privata | Alto Adige      |
|          | Cristo alla colonna                                                                                          | olio su tela                          | 184 × 130 cm     | 1618-1620 o 1625 ca.      | Museo di Capodimonte | Napoli          |
|          | Gloria di san Luigi Gonzaga                                                                                  | olio su tela                          | 307 × 260,5 cm   | 1627 ca.                  | Chiesa del Gesù Vecchio, II cappella di sinistra                                                                           | Napoli          |
|          | Fuga in Egitto                                                                                               | olio su tela                          | ?                | 1627-1630.                | Cattedrale di San Giovanni Battista                                                                                        | La Valletta     |
|          | Immacolata Concezione                                                                                        | olio su tela                          | 228 × 135 cm     | 1628 ca.                  | Chiesa di Santa Maria Assunta                                                                                              | Roccadaspide    |
|          | Madonna col Bambino tra i santi Francesco, Giovanni Evangelista e Giovanni Battista                          | olio su tela                          | 49 × 37 cm       | 1629 ca.                  | Pinacoteca Comunale | Gubbio          |
|          | Madonna col Bambino tra i santi Francesco, Giovanni Evangelista e Giovanni Battista                          | olio su tela                          | 50 × 39 cm       | 1629 ca.                  | Collezione privata | ?               |
|          | Sant'Ignazio in gloria e le opere dei Gesuiti                                                                | olio su tela                          | 46 × 35,5 cm     | 1629 ca.                  | Museo Correale | Sorrento        |
|          | Madonna delle anime purganti con i santi Francesco e Chiara                                                  | olio su tela                          | 300 × 190 cm     | 1622-1625                 | Museo di Capodimonte (in deposito dalla chiesa di Santa Chiara a Nola)                                                     | Napoli          |
|          | Busto di san Giovannino                                                                                      | olio su tela                          | ?                | 1629 ca.                  | Collezione privata | Napoli          |
|          | Madonna col Bambino                                                                                          | olio su tela                          | 108 × 81,5 cm    | 1629 ca.?                 | County Museum | Los Angeles     |
|          | San Giovanni Battista giovinetto                                                                             | olio su tela                          | 81 × 66 cm       | 1631 ca.                  | Fondazione De Vito | Vaglia          |
|          | Annunciazione                                                                                                | olio su tela                          | 62,7 × 49 cm     | ?                         | Wadsworth Atheneum | Hartford        |
|          | Predica di Cristo ai discepoli                                                                               | olio su tela                          | 128 × 154 cm     | 1625-1630                 | Metropolitan Museum of Art                                                                                                 | New York        |
|          | San Martino e quattro angeli                                                                                 | olio su tela                          | 230 × 160 cm     | 1625-1631                 | Certosa di San Martino, cappella di San Martino                                                                            | Napoli          |
|          | Sant'Anna con la Vergine e il Bambino                                                                        | olio su tela                          | 120 × 152 cm     | 1630 ca.                  | Kunsthistorisches Museum                                                                                                   | Vienna          |
|          | Sant'Anna con la Vergine e il Bambino                                                                        | olio su tela                          | 134 × 178 cm     | 1630 ca.                  | Cattedrale, cappella del Cristo di Maracaibo                                                                               | Siviglia        |
|          | Cupido dormiente                                                                                             | olio su tela                          | 98 × 126 cm      | 1630 ca.                  | Collezione privata | Parigi          |
|          | Sacra famiglia con san Giovannino                                                                            | olio su tela                          | 95 × 126 cm      | 1631 ca.                  | Btg Stiftung | Liechtenstein   |
|          | Visitazione                                                                                                  | olio su tela                          | 153 × 127 cm     | 1631 ca.                  | Collezione privata | Napoli          |
|          | David con la testa di Golia                                                                                  | olio su tela                          | 130 × 100 cm     | ?                         | Collezione privata | Napoli          |
|          | Venere e Adone                                                                                               | olio su tela                          | 204 × 145 cm     | 1631 ca.                  | Museo di Capodimonte | Napoli          |
|          | Assunta | olio su tela                          | 240 × 166 cm     | doc.to al 1631            | Museo nazionale di San Martino                                                                                             | Napoli          |
|          | Volto femminile                                                                                              | olio su tela                          | 37 × 46,5 cm     | 1631 ca.                  | Collezione privata | ?               |
|          | Il peccato originale                                                                                         | olio su tela                          | 205 × 113 cm     | 1625-1630 ca.             | Museo del castello Dobò Istvàn                                                                                             | Eger            |
|          | San Gennaro a tre quarti di figura portato in gloria da otto angeli                                          | olio su tela                          | 169,5 × 125 cm   | 1630-1635                 | Mathiesen Gallery | Londra          |
|          | San Gennaro                                                                                                  | olio su tela                          | 129 × 102 cm     | 1632 ca.                  | Collezione privata | ?               |
|          | Maddalena ai piedi della croce                                                                               | olio su tela                          | 99 × 75 cm       | 1630 ca.                  | Museo de Arte | Ponce           |
|          | Santa Barbara                                                                                                | olio su tela ovale                    | 59 × 53 cm       | 1633 ca.                  | Collezione Colnaghi | Londra          |
|          | Santa Cecilia                                                                                                | olio su tela ovale                    | 59 × 53 cm       | 1633 ca.                  | Museo di San Telmo | San Sebastian   |
|          | San Lorenzo                                                                                                  | olio su tela                          | 80 × 65 cm       | 1633 ca.                  | Museo nazionale di San Martino                                                                                             | Napoli          |
|          | Il giudizio di Salomone                                                                                      | olio su tela                          | 195 × 261 cm     | 1630-1633 ca. o 1620-1625 | Collezione privata | Firenze         |
|          | Gloria di san Gennaro tra i Santi patroni di Napoli                                                          | olio su tela                          | 335 × 235        | 1631 ca.                  | Certosa di San Martino, cappella del Rosario                                                                               | Napoli          |
|          | San Gennaro nella fornace                                                                                    | olio su tela                          | 53 × 66 cm       | 1632                      | Museo nazionale di San Martino                                                                                             | Napoli          |
|          | San Gennaro, Desiderio e Festo incatenati al cocchio del governatore Timoteo e trasferiti da Nola a Pozzuoli | olio su tela                          | 50 × 66 cm       | 1632                      | Museo nazionale di San Martino                                                                                             | Napoli          |
|          | San Gennaro dinanzi a Timoteo, gli risana la vista                                                           | olio su tela                          | 50 × 66 cm       | 1632                      | Museo nazionale di San Martino                                                                                             | Napoli          |
|          | San Gennaro e i compagni nell'anfiteatro di Pozzuoli                                                         | olio su tela                          | 53 × 65 cm       | 1632                      | Museo nazionale di San Martino                                                                                             | Napoli          |
|          | San Gennaro sottoposto alla tortura                                                                          | olio su tela                          | 200 × 290 cm     | 1634 ca.                  | Certosa di San Martino, cappella di San Gennaro                                                                            | Napoli          |
|          | Decapitazione di san Gennaro e dei compagni                                                                  | olio su tela                          | 200 × 290 cm     | 1634 ca.                  | Certosa di San Martino, cappella di San Gennaro                                                                            | Napoli          |
|          | Adamo ed Eva                                                                                                 | olio su tela                          | 105 × 79 cm      | 1632-1634                 | Collezione privata | ?               |
|          | Madonna dei Marinai                                                                                          | olio su tela ovale                    | 400 × 210 cm     | 1634                      | Chiesa di Santa Maria di Portosalvo                                                                                        | Napoli          |

## Affreschi
| Immagine                                                                                                  | Titolo                                                                                | Dimensioni   | Ciclo | Anno            | Collocazione                                                                   | Città e nazione |
| --- | ------------------------------------------------------------------------------------- | ------------ | --- | --------------- | ------------------------------------------------------------------------------ | --------------- |
| | Un putto                                                                              |              | | doc.to nel 1601 | Cappella del Monte di Pietà                                                    | Napoli          |
| Storie della passione di Cristo                                                                           |                                                                                       |              | | doc.to nel 1601 | Cappella del Monte di Pietà                                                    | Napoli          |
| | Allegoria del Soccorso                                                                | 245 × 220 cm | | doc.to nel 1601 | Monte di Pietà, sala della Congregazione                                       | Napoli          |
| Allegoria del Silenzio                                                                                    | 300 × 170 cm                                                                          |              | | doc.to nel 1601 | Monte di Pietà, sala della Congregazione                                       | Napoli          |
| Allegoria della Fecondità                                                                                 | 300 × 170 cm                                                                          |              | | doc.to nel 1601 | Monte di Pietà, sala della Congregazione                                       | Napoli          |
| Allegoria della Giustizia                                                                                 | 300 × 170 cm                                                                          |              | | doc.to nel 1601 | Monte di Pietà, sala della Congregazione                                       | Napoli          |
| | Putti che scostano un drappo                                                          |              | | 1607            | Chiesa di Sant'Anna dei Lombardi                                               | Napoli          |
| | Consalvo de Cordova s’impossessa di tutta la Calabria                                 |              | Storie del Gran Capitano, Consalvo Fernandez de Cordova vincitore dei francesi nella guerra per il possesso del reame di Napoli (1502-1504) | doc.to al 1611  | Palazzo Reale                                                                  | Napoli          |
| | Consalvo de Cordova esce da Barletta e assalta i francesi                             |              | Storie del Gran Capitano, Consalvo Fernandez de Cordova vincitore dei francesi nella guerra per il possesso del reame di Napoli (1502-1504) | doc.to al 1611  | Palazzo Reale                                                                  | Napoli          |
| | Vittoria di Consalvo de Cordova sul signore de La Palisse in Calabria                 |              | Storie del Gran Capitano, Consalvo Fernandez de Cordova vincitore dei francesi nella guerra per il possesso del reame di Napoli (1502-1504) | doc.to al 1611  | Palazzo Reale                                                                  | Napoli          |
| | Entrata trionfale di Consalvo de Cordova a Napoli                                     |              | Storie del Gran Capitano, Consalvo Fernandez de Cordova vincitore dei francesi nella guerra per il possesso del reame di Napoli (1502-1504) | doc.to al 1611  | Palazzo Reale                                                                  | Napoli          |
| | Ambasciatori offrono a Consalvo de Cordova le chiavi della città                      |              | Storie del Gran Capitano, Consalvo Fernandez de Cordova vincitore dei francesi nella guerra per il possesso del reame di Napoli (1502-1504) | doc.to al 1611  | Palazzo Reale                                                                  | Napoli          |
| | Putti e angeli reggistemma con le insegne di Pedro Fernandez de Castro conte di Lemos |              | Storie del Gran Capitano, Consalvo Fernandez de Cordova vincitore dei francesi nella guerra per il possesso del reame di Napoli (1502-1504) | doc.to al 1611  | Palazzo Reale                                                                  | Napoli          |
| | Madonna del Carmelo                                                                   |              | Madonna del Carmelo ed episodi della vita del beato Simone Stock                                                                            | 1616-1620       | Chiesa di Santa Teresa degli Scalzi, cappella di Porzia Caracciolo di Loffredo | Napoli          |
| Miracolo del beato Simone                                                                                 |                                                                                       |              | Madonna del Carmelo ed episodi della vita del beato Simone Stock                                                                            | 1616-1620       | Chiesa di Santa Teresa degli Scalzi, cappella di Porzia Caracciolo di Loffredo | Napoli          |
| Madonna del Carmelo e santi vescovi                                                                       |                                                                                       |              | Madonna del Carmelo ed episodi della vita del beato Simone Stock                                                                            | 1616-1620       | Chiesa di Santa Teresa degli Scalzi, cappella di Porzia Caracciolo di Loffredo | Napoli          |
| Martirio del beato Simone                                                                                 |                                                                                       |              | Madonna del Carmelo ed episodi della vita del beato Simone Stock                                                                            | 1616-1620       | Chiesa di Santa Teresa degli Scalzi, cappella di Porzia Caracciolo di Loffredo | Napoli          |
| Esequie del beato Carmelo                                                                                 |                                                                                       |              | Madonna del Carmelo ed episodi della vita del beato Simone Stock                                                                            | 1616-1620       | Chiesa di Santa Teresa degli Scalzi, cappella di Porzia Caracciolo di Loffredo | Napoli          |
| Adorazione della Madonna del Carmelo                                                                      |                                                                                       |              | Madonna del Carmelo ed episodi della vita del beato Simone Stock                                                                            | 1616-1620       | Chiesa di Santa Teresa degli Scalzi, cappella di Porzia Caracciolo di Loffredo | Napoli          |
| Apparizione della Madonna al beato Simone                                                                 |                                                                                       |              | Madonna del Carmelo ed episodi della vita del beato Simone Stock                                                                            | 1616-1620       | Chiesa di Santa Teresa degli Scalzi, cappella di Porzia Caracciolo di Loffredo | Napoli          |
| Santi e sante                                                                                             |                                                                                       |              | Madonna del Carmelo ed episodi della vita del beato Simone Stock                                                                            | 1616-1620       | Chiesa di Santa Teresa degli Scalzi, cappella di Porzia Caracciolo di Loffredo | Napoli          |
| | Due putti                                                                             |              | Storie di san Michele Arcangelo e corolle di putti                                                                                          | 1622-1625       | Chiesa di Santa Maria la Nova, cappella Sanseverino                            | Napoli          |
| Putti musicanti                                                                                           |                                                                                       |              | Storie di san Michele Arcangelo e corolle di putti                                                                                          | 1622-1625       | Chiesa di Santa Maria la Nova, cappella Sanseverino                            | Napoli          |
| L'Arcangelo scaccia Lucifero                                                                              |                                                                                       |              | Storie di san Michele Arcangelo e corolle di putti                                                                                          | 1622-1625       | Chiesa di Santa Maria la Nova, cappella Sanseverino                            | Napoli          |
| San Michele scaccia gli angeli ribelli                                                                    |                                                                                       |              | Storie di san Michele Arcangelo e corolle di putti                                                                                          | 1622-1625       | Chiesa di Santa Maria la Nova, cappella Sanseverino                            | Napoli          |
| Impresa di san Michele                                                                                    |                                                                                       |              | Storie di san Michele Arcangelo e corolle di putti                                                                                          | 1622-1625       | Chiesa di Santa Maria la Nova, cappella Sanseverino                            | Napoli          |
| San Michele a guardia dei cancelli del cielo                                                              |                                                                                       |              | Storie di san Michele Arcangelo e corolle di putti                                                                                          | 1622-1625       | Chiesa di Santa Maria la Nova, cappella Sanseverino                            | Napoli          |
| Arcangelo con un braccio teso                                                                             |                                                                                       |              | Storie di san Michele Arcangelo e corolle di putti                                                                                          | 1622-1625       | Chiesa di Santa Maria la Nova, cappella Sanseverino                            | Napoli          |
| Angelo custode con un ragazzo in preghiera                                                                |                                                                                       |              | Storie di san Michele Arcangelo e corolle di putti                                                                                          | 1622-1625       | Chiesa di Santa Maria la Nova, cappella Sanseverino                            | Napoli          |
| L'Arcangelo Gabriele con la lanterna e lo specchio                                                        |                                                                                       |              | Storie di san Michele Arcangelo e corolle di putti                                                                                          | 1622-1625       | Chiesa di Santa Maria la Nova, cappella Sanseverino                            | Napoli          |
| Dio Padre                                                                                                 |                                                                                       |              | Storie di san Michele Arcangelo e corolle di putti                                                                                          | 1622-1625       | Chiesa di Santa Maria la Nova, cappella Sanseverino                            | Napoli          |
| Tobiolo e l'angelo                                                                                        |                                                                                       |              | Storie di san Michele Arcangelo e corolle di putti                                                                                          | 1622-1625       | Chiesa di Santa Maria la Nova, cappella Sanseverino                            | Napoli          |
| | Nascita della Vergine                                                                 |              | Episodi della vita della Vergine | 1622-1631       | Certosa di San Martino, cappella dell'Assunta                                  | Napoli          |
| Presentazione al tempio                                                                                   |                                                                                       |              | Episodi della vita della Vergine | 1622-1631       | Certosa di San Martino, cappella dell'Assunta                                  | Napoli          |
| Circoncisione                                                                                             |                                                                                       |              | Episodi della vita della Vergine | 1622-1631       | Certosa di San Martino, cappella dell'Assunta                                  | Napoli          |
| Natività                                                                                                  |                                                                                       |              | Episodi della vita della Vergine | 1622-1631       | Certosa di San Martino, cappella dell'Assunta                                  | Napoli          |
| Sposalizio della Vergine                                                                                  |                                                                                       |              | Episodi della vita della Vergine | 1622-1631       | Certosa di San Martino, cappella dell'Assunta                                  | Napoli          |
| Annunciazione                                                                                             |                                                                                       |              | Episodi della vita della Vergine | 1622-1631       | Certosa di San Martino, cappella dell'Assunta                                  | Napoli          |
| Incontro di sant'Anna e san Gioacchino alla Porta aurea                                                   |                                                                                       |              | Episodi della vita della Vergine | 1622-1631       | Certosa di San Martino, cappella dell'Assunta                                  | Napoli          |
| Visitazione                                                                                               |                                                                                       |              | Episodi della vita della Vergine | 1622-1631       | Certosa di San Martino, cappella dell'Assunta                                  | Napoli          |
| Incoronazione della Vergine                                                                               |                                                                                       |              | Episodi della vita della Vergine | 1622-1631       | Certosa di San Martino, cappella dell'Assunta                                  | Napoli          |
| Giacobbe e l'Angelo                                                                                       |                                                                                       |              | Episodi della vita della Vergine | 1622-1631       | Certosa di San Martino, cappella dell'Assunta                                  | Napoli          |
| Assunzione della Vergine                                                                                  |                                                                                       |              | Episodi della vita della Vergine | 1622-1631       | Certosa di San Martino, cappella dell'Assunta                                  | Napoli          |
| San Girolamo                                                                                              |                                                                                       |              | Episodi della vita della Vergine | 1622-1631       | Certosa di San Martino, cappella dell'Assunta                                  | Napoli          |
| Davide con la testa di Golia                                                                              |                                                                                       |              | Episodi della vita della Vergine | 1622-1631       | Certosa di San Martino, cappella dell'Assunta                                  | Napoli          |
| Episodi della vita di san Bruno                                                                           |                                                                                       |              | Episodi della vita della Vergine | 1622-1631       | Certosa di San Martino, cappella dell'Assunta                                  | Napoli          |
| La Vergine risana un certosino San Bruno consegna la regola                                               |                                                                                       |              | Episodi della vita della Vergine | 1622-1631       | Certosa di San Martino, cappella dell'Assunta                                  | Napoli          |
| Morte di san Bruno                                                                                        |                                                                                       |              | Episodi della vita della Vergine | 1622-1631       | Certosa di San Martino, cappella dell'Assunta                                  | Napoli          |
| | La Vergine col Bambino salva san Giacomo dal pugnale di un assassino                  |              | Storie di san Giacomo della Marca | 1634 ca.        | Chiesa di Santa Maria la Nova, cappellone di San Giacomo della Marca           | Napoli          |
| San Giacomo ridona ai suoi genitori un fanciullo di sei anni strangolato da un ebre e murato in un camino |                                                                                       |              | Storie di san Giacomo della Marca | 1634 ca.        | Chiesa di Santa Maria la Nova, cappellone di San Giacomo della Marca           | Napoli          |
| San Giacomo libera gli ossessi dal demonio                                                                |                                                                                       |              | Storie di san Giacomo della Marca | 1634 ca.        | Chiesa di Santa Maria la Nova, cappellone di San Giacomo della Marca           | Napoli          |
| San Giacomo guarisce un guappo di ammalati e discute con alcuni gentiluomini                              |                                                                                       |              | Storie di san Giacomo della Marca | 1634 ca.        | Chiesa di Santa Maria la Nova, cappellone di San Giacomo della Marca           | Napoli          |
| San Giacomo libera un ossesso                                                                             |                                                                                       |              | Storie di san Giacomo della Marca | 1634 ca.        | Chiesa di Santa Maria la Nova, cappellone di San Giacomo della Marca           | Napoli          |
| San Giacomo libera un ossesso                                                                             |                                                                                       |              | Storie di san Giacomo della Marca | 1634 ca.        | Chiesa di Santa Maria la Nova, cappellone di San Giacomo della Marca           | Napoli          |
| | San Gennaro nell'anfiteatro                                                           |              | Episodi della vita di san Gennaro | 1632-1634       | Certosa di San Martino, cappella di San Gennaro                                | Napoli          |
| San Gennaro condotto davanti ai giudici                                                                   |                                                                                       |              | Episodi della vita di san Gennaro | 1632-1634       | Certosa di San Martino, cappella di San Gennaro                                | Napoli          |
| San Gennaro nella fornace                                                                                 |                                                                                       |              | Episodi della vita di san Gennaro | 1632-1634       | Certosa di San Martino, cappella di San Gennaro                                | Napoli          |
| San Gennaro condotto al martirio                                                                          |                                                                                       |              | Episodi della vita di san Gennaro | 1632-1634       | Certosa di San Martino, cappella di San Gennaro                                | Napoli          |
| Glorificazione di san Gennaro                                                                             |                                                                                       |              | Episodi della vita di san Gennaro | 1632-1634       | Certosa di San Martino, cappella di San Gennaro                                | Napoli          |
| Fortezza                                                                                                  |                                                                                       |              | Episodi della vita di san Gennaro | 1632-1634       | Certosa di San Martino, cappella di San Gennaro                                | Napoli          |
| Prudenza                                                                                                  |                                                                                       |              | Episodi della vita di san Gennaro | 1632-1634       | Certosa di San Martino, cappella di San Gennaro                                | Napoli          |
| Temperanza                                                                                                |                                                                                       |              | Episodi della vita di san Gennaro | 1632-1634       | Certosa di San Martino, cappella di San Gennaro                                | Napoli          |
| Giustizia                                                                                                 |                                                                                       |              | Episodi della vita di san Gennaro | 1632-1634       | Certosa di San Martino, cappella di San Gennaro                                | Napoli          |
| San Gennaro ferma la lava durante l'eruzione del Vesuvio del 1631                                         |                                                                                       |              | Episodi della vita di san Gennaro | 1632-1634       | Certosa di San Martino, cappella di San Gennaro                                | Napoli          |
| Trasporto delle esequie di san Gennaro durante l'eruzione del Vesuvio                                     |                                                                                       |              | Episodi della vita di san Gennaro | 1632-1634       | Certosa di San Martino, cappella di San Gennaro                                | Napoli          |
| San Francesco di Paola in abiti francescani                                                               |                                                                                       |              | Episodi della vita di san Gennaro | 1632-1634       | Certosa di San Martino, cappella di San Gennaro                                | Napoli          |
| Sant'Andrea Avellino con l'abito dei teatini                                                              |                                                                                       |              | Episodi della vita di san Gennaro | 1632-1634       | Certosa di San Martino, cappella di San Gennaro                                | Napoli          |
| San Giacomo della Marca in abiti francescani                                                              |                                                                                       |              | Episodi della vita di san Gennaro | 1632-1634       | Certosa di San Martino, cappella di San Gennaro                                | Napoli          |
| Un santo                                                                                                  |                                                                                       |              | Episodi della vita di san Gennaro | 1632-1634       | Certosa di San Martino, cappella di San Gennaro                                | Napoli          |
| Una santa                                                                                                 |                                                                                       |              | Episodi della vita di san Gennaro | 1632-1634       | Certosa di San Martino, cappella di San Gennaro                                | Napoli          |
| | Tre angeli appaiono ad Abramo                                                         |              | Storie della Vergine e di Abramo; Profeti e altri episodi; Storie dell'Antico Testamento                                                    | 1634 ca.        | Chiesa di San Diego all'Ospedaletto, cappella dell'Immacolata Concezione       | Napoli          |
| Il banchetto                                                                                              |                                                                                       |              | Storie della Vergine e di Abramo; Profeti e altri episodi; Storie dell'Antico Testamento                                                    | 1634 ca.        | Chiesa di San Diego all'Ospedaletto, cappella dell'Immacolata Concezione       | Napoli          |
| Isacco reca la legna per il sacrificio                                                                    |                                                                                       |              | Storie della Vergine e di Abramo; Profeti e altri episodi; Storie dell'Antico Testamento                                                    | 1634 ca.        | Chiesa di San Diego all'Ospedaletto, cappella dell'Immacolata Concezione       | Napoli          |
| Sacrificio di Isacco                                                                                      |                                                                                       |              | Storie della Vergine e di Abramo; Profeti e altri episodi; Storie dell'Antico Testamento                                                    | 1634 ca.        | Chiesa di San Diego all'Ospedaletto, cappella dell'Immacolata Concezione       | Napoli          |
| Abramo e Isacco sacrificano l'agnello                                                                     |                                                                                       |              | Storie della Vergine e di Abramo; Profeti e altri episodi; Storie dell'Antico Testamento                                                    | 1634 ca.        | Chiesa di San Diego all'Ospedaletto, cappella dell'Immacolata Concezione       | Napoli          |
| Giacobbe col gregge di Labano                                                                             |                                                                                       |              | Storie della Vergine e di Abramo; Profeti e altri episodi; Storie dell'Antico Testamento                                                    | 1634 ca.        | Chiesa di San Diego all'Ospedaletto, cappella dell'Immacolata Concezione       | Napoli          |
| Sogno di Giacobbe                                                                                         |                                                                                       |              | Storie della Vergine e di Abramo; Profeti e altri episodi; Storie dell'Antico Testamento                                                    | 1634 ca.        | Chiesa di San Diego all'Ospedaletto, cappella dell'Immacolata Concezione       | Napoli          |
| Giacobbe in lotta con l'angelo                                                                            | 100 × 150 cm                                                                          |              | Storie della Vergine e di Abramo; Profeti e altri episodi; Storie dell'Antico Testamento                                                    | 1634 ca.        | Chiesa di San Diego all'Ospedaletto, cappella dell'Immacolata Concezione       | Napoli          |
| Profeti predecessori della Vergine                                                                        |                                                                                       |              | Storie della Vergine e di Abramo; Profeti e altri episodi; Storie dell'Antico Testamento                                                    | 1634 ca.        | Chiesa di San Diego all'Ospedaletto, cappella dell'Immacolata Concezione       | Napoli          |
| David con la testa di Golia                                                                               |                                                                                       |              | Storie della Vergine e di Abramo; Profeti e altri episodi; Storie dell'Antico Testamento                                                    | 1634 ca.        | Chiesa di San Diego all'Ospedaletto, cappella dell'Immacolata Concezione       | Napoli          |
| Salomone                                                                                                  |                                                                                       |              | Storie della Vergine e di Abramo; Profeti e altri episodi; Storie dell'Antico Testamento                                                    | 1634 ca.        | Chiesa di San Diego all'Ospedaletto, cappella dell'Immacolata Concezione       | Napoli          |
| Roboam |                                                                                       |              | Storie della Vergine e di Abramo; Profeti e altri episodi; Storie dell'Antico Testamento                                                    | 1634 ca.        | Chiesa di San Diego all'Ospedaletto, cappella dell'Immacolata Concezione       | Napoli          |
| Abijah |                                                                                       |              | Storie della Vergine e di Abramo; Profeti e altri episodi; Storie dell'Antico Testamento                                                    | 1634 ca.        | Chiesa di San Diego all'Ospedaletto, cappella dell'Immacolata Concezione       | Napoli          |
| Asa |                                                                                       |              | Storie della Vergine e di Abramo; Profeti e altri episodi; Storie dell'Antico Testamento                                                    | 1634 ca.        | Chiesa di San Diego all'Ospedaletto, cappella dell'Immacolata Concezione       | Napoli          |
| Jehoshaphat ? (perduto)                                                                                   |                                                                                       |              | Storie della Vergine e di Abramo; Profeti e altri episodi; Storie dell'Antico Testamento                                                    | 1634 ca.        | Chiesa di San Diego all'Ospedaletto, cappella dell'Immacolata Concezione       | Napoli          |
| Speranza                                                                                                  |                                                                                       |              | Storie della Vergine e di Abramo; Profeti e altri episodi; Storie dell'Antico Testamento                                                    | 1634 ca.        | Chiesa di San Diego all'Ospedaletto, cappella dell'Immacolata Concezione       | Napoli          |
| Carità |                                                                                       |              | Storie della Vergine e di Abramo; Profeti e altri episodi; Storie dell'Antico Testamento                                                    | 1634 ca.        | Chiesa di San Diego all'Ospedaletto, cappella dell'Immacolata Concezione       | Napoli          |
| Fortezza                                                                                                  |                                                                                       |              | Storie della Vergine e di Abramo; Profeti e altri episodi; Storie dell'Antico Testamento                                                    | 1634 ca.        | Chiesa di San Diego all'Ospedaletto, cappella dell'Immacolata Concezione       | Napoli          |
| Temperanza                                                                                                |                                                                                       |              | Storie della Vergine e di Abramo; Profeti e altri episodi; Storie dell'Antico Testamento                                                    | 1634 ca.        | Chiesa di San Diego all'Ospedaletto, cappella dell'Immacolata Concezione       | Napoli          |
| Obbedienza                                                                                                |                                                                                       |              | Storie della Vergine e di Abramo; Profeti e altri episodi; Storie dell'Antico Testamento                                                    | 1634 ca.        | Chiesa di San Diego all'Ospedaletto, cappella dell'Immacolata Concezione       | Napoli          |
| Prudenza                                                                                                  |                                                                                       |              | Storie della Vergine e di Abramo; Profeti e altri episodi; Storie dell'Antico Testamento                                                    | 1634 ca.        | Chiesa di San Diego all'Ospedaletto, cappella dell'Immacolata Concezione       | Napoli          |
| Giustizia                                                                                                 |                                                                                       |              | Storie della Vergine e di Abramo; Profeti e altri episodi; Storie dell'Antico Testamento                                                    | 1634 ca.        | Chiesa di San Diego all'Ospedaletto, cappella dell'Immacolata Concezione       | Napoli          |
| Fede |                                                                                       |              | Storie della Vergine e di Abramo; Profeti e altri episodi; Storie dell'Antico Testamento                                                    | 1634 ca.        | Chiesa di San Diego all'Ospedaletto, cappella dell'Immacolata Concezione       | Napoli          |
| Nascita della Vergine (parzialmente perduto)                                                              |                                                                                       |              | Storie della Vergine e di Abramo; Profeti e altri episodi; Storie dell'Antico Testamento                                                    | 1634 ca.        | Chiesa di San Diego all'Ospedaletto, cappella dell'Immacolata Concezione       | Napoli          |
| Incoronazione (quasi del tutto perduto)                                                                   |                                                                                       |              | Storie della Vergine e di Abramo; Profeti e altri episodi; Storie dell'Antico Testamento                                                    | 1634 ca.        | Chiesa di San Diego all'Ospedaletto, cappella dell'Immacolata Concezione       | Napoli          |
| Assunzione della Vergine (parzialmente perduto)                                                           |                                                                                       |              | Storie della Vergine e di Abramo; Profeti e altri episodi; Storie dell'Antico Testamento                                                    | 1634 ca.        | Chiesa di San Diego all'Ospedaletto, cappella dell'Immacolata Concezione       | Napoli          |
| Putto volante che reca dei fiori                                                                          |                                                                                       |              | Storie della Vergine e di Abramo; Profeti e altri episodi; Storie dell'Antico Testamento                                                    | 1634 ca.        | Chiesa di San Diego all'Ospedaletto, cappella dell'Immacolata Concezione       | Napoli          |
| | Natività della Vergine con l'Eterno Padre e angeli                                    |              | | 1634-1635       | Oratorio della Congregazione dei Nobili                                        | Napoli          |

## Opere di attribuzione ancora in discussione
| Immagine | Titolo                                       | Tecnica      | Dimensioni   | Anno      | Collocazione          | Città e nazione                     | Nota |
| -------- | -------------------------------------------- | ------------ | ------------ | --------- | --------------------- | ----------------------------------- | --- |
|          | Cristo deposto                               | olio su tela | 180 × 135 cm | 1594-1622 | Collezione privata    | ?                                   | Ultima segnalazione del dipinto con attribuzione al Caracciolo è nel mercato d'antiquariato di Roma intorno al 1987. |
|          | San Giovanni Battista alla fonte             | olio su tela | ?            | 1620 ca.  | Collezione privata    | ?                                   | Assegnato in origine a Filippo Vitale e nel 2008 ad Alonso Rodriguez, oggi l'attribuzione è controversa. L'autore è comunque un caravaggista di formazione napoletana. |
|          | Compianto di Adamo ed Eva sul corpo di Abele | olio su tela | 200 × 148 cm | 1625 ca.  | Collezione privata    | In attesa di sentenza del Tribunale | Attribuzione discussa con il cosiddetto Maestro di Fontanarosa. |
|          | Santissima Trinità e Paradiso                | olio su tela | 390× 250 cm  | 1627 ca.  | Chiesa del Gesù Nuovo | Napoli                              | Attribuzione controversa. In passato molte sono state le attribuzioni del quadro: al Guercino, a Giovanni Bernardo Azzolino, a Giovan Battista Beinaschi, al Caracciolo o ad Agostino Beltrano. Il Touring Club (2008) lo assegna ad un ignoto napoletano della prima metà del XVII secolo. |
|          | Giuseppe e la moglie di Putifarre            | olio su tela | 115 x 170 cm | ?         | Collezione privata    | Bologna                             | Attribuito di recente a Filippo Vitale. |
|          | Cacciata di Agar e Ismaele                   | olio su tela | ?            | 1600-1635 | Collezione privata    | Londra                              | Segnalato nel 1967; poi si sono perdute le tracce. |
|          | Santa Cecilia                                | olio su tela | cm 100x73    | ?         | Collezione privata    |                                     | All'asta nel 2010 |